# Atheta gagatina
Atheta gagatina är en skalbaggsart som först beskrevs av Baudi 1848.  Atheta gagatina ingår i släktet Atheta, och familjen kortvingar. Arten är reproducerande i Sverige.